# Heinz Rehfuss
Heinz Julius Rehfuss (25 de Maio de 1917 - 27 de Junho de 1988) foi um baixo-barítono suíço, tornando-se posteriormente estadunidense. Ele foi particularmente associado com papéis-títulos de Don Giovanni e Boris Godunov, e Golaud em Pelléas et Mélisande.
Heinz nasceu em Frankfurt, Alemanha, ele foi o filho de Carl Rehfuss (1885 - 1946), um barítono, concertista e professor, sua esposa foi Florentine Rehfuss-Peichert, uma alto. Ele passou sua juventude em Neuchâtel, Suíça, onde seu pai era professor no conservatório. Ele fez sua estréia operítstica em 1938 no Städtebundtheater em Biel-Solothurn, como cantor do coral, e cantou como solista em Luzerne, durante 1938 e 1939.
Ele apareceu na Ópera de Zurique de 1940 até 1952, onde ele cantou em oitenta papéis. A partir de 1952, ele fez aparições frequentes em casas de óperas da Europa, como o La Scala de Milão, Ópera Nacional de Paris, Ópera Estatal de Viena, Teatro del Liceo em Barcelona, Ópera Estatal de Munique, Ópera de Monte Carlo, o Maggio Musicale Fiorentino, La Fenice de Veneza, Festival de Edimburgo, entre outros. Ele também apresentou muitos concertos nas Américas, Ásia e África. Ele foi notado pelas interpretações de trabalhos contemporâneos, de obras de Stravinsky, Milhaud e Britten.
Nos últimos anos de sua vida, Rehfuss lecionou na Universidade Estatal de Nova Iorque em Buffalo. Ele morreu em Buffalo, Nova Iorque.

## Gravações
- Gounod - Faust - Léopold Simoneau, Pierrette Alarie, Heinz Rehfuss - Vienna Opera Chorus, Vienna Festival Orchestra, Gianfranco Rivoli - (VAI, 1963)

- Gounod - Roméo et Juliette - Raoul Jobin, Janine Micheau, Heinz Rehfuss - Chœur et Orchestre de l'Opéra de Paris, Alberto Erede - (Decca, 1953)

- Debussy - Pelléas et Mélisande - Suzanne Danco, Pierre Mollet, Heinz Rehfuss - Chœur et Orchestre de la Suisse Romande, Ernest Ansermet - (Decca, 1952)

## Videografia
- Mozart - Le nozze di Figaro - Heinz Rehfuss, Marcella Pobbé, Rosanna Carteri, Nicola Rossi-Lemeni, Dora Gatta - Coro e Orchestra della RAI Milano, Nino Sanzogno - (Hardy Classics, 1956)